# Gerhard Gamm
Gerhard Gamm (* 1947) ist ein deutscher Philosoph. Er war von 1997 bis 2014 Professor für Praktische Philosophie an der TU Darmstadt. Zentrale Themen seines Schreibens sind sozialphilosophische Studien zur Unbestimmbarkeit und Unbestimmtheit.

## Leben
Gamm studierte Philosophie, Psychologie und Soziologie an der Universität Tübingen und Johann Wolfgang Goethe-Universität in Frankfurt am Main. 1979 promovierte er in Philosophie bei dem Philosophen Alfred Schmidt an der Goethe-Universität mit der Arbeit „Der Wahnsinn in der Vernunft: historische und erkenntniskritische Studien zur Dimension des Anders-Seins in der Philosophie Hegels“. Nach verschiedenen Forschungs- und Lehrtätigkeiten in Tübingen und Frankfurt am Main folgte 1993 die Habilitation zum Begriff der Unbestimmtheit in der Philosophie der Moderne und Gegenwart an der TU Darmstadt. Gutachter waren die Philosophen Gernot Böhme, Helmut Fleischer und Bernhard Waldenfels. Aus dieser Habilitation entstand das Werk „Flucht aus der Kategorie. Die Positivierung des Unbestimmten als Ausgang der Moderne“, welches 1994 bei Suhrkamp erschien. 1995 wurde Gamm auf die Professur für Ethik und Technikphilosophie an die TU Chemnitz-Zwickau berufen, an der erst ein Jahr zuvor die Philosophische Fakultät gegründet wurde. Gamm folgte 1997 dem Ruf auf den Lehrstuhl für Praktische Philosophie an die TU Darmstadt. Dort lehrte und forschte er bis zu seiner Emeritierung im Jahr 2014. In Darmstadt war Gamm einer der Antragsteller und führenden Forscher des interdisziplinären Graduiertenkollegs 309 der DFG „Technisierung und Gesellschaft“, das von 1997 bis 2005 an der TU Darmstadt angesiedelt war. In diesem promovierten mehr als 40 Doktoranden verschiedener Fachrichtungen.

## Wissenschaftliche Forschung
In seiner wissenschaftlichen Arbeit beschäftigt sich Gamm mit der Philosophie des Deutschen Idealismus, der Philosophie des 19. und 20. Jahrhunderts, der Sozialphilosophie und der Technikphilosophie. Einen zentralen Schwerpunkt seines Werkes bildet das philosophische Denken der Moderne und Postmoderne, das er als ein Denken der Unbestimmtheit zu bestimmen versucht. Er gilt als einer der wichtigsten Denker in der deutschsprachigen Philosophie rund um dieses Thema der Unbestimmtheit und der Negativität. Gamms Denken ist ausgehend von Hegel stark von der Kritischen Theorie Max Horkheimers und Theodor W. Adornos  und von der neueren französischen Philosophie des Poststrukturalismus, insbesondere Cornelius Castoriadis, Michel Foucault, Jean-François Lyotard, Jacques Derrida und Georges Bataille beeinflusst.
Zu Gamms akademischen Schülerinnen und Schülern gehören u. a. die Philosophen Andreas Hetzel, Eva Schürmann und Dieter Mersch.

## Schriften
Monographien:
- Hegel oder die Abenteuer des Geistes. S. Marix: Wiesbaden 2022
- Verlegene Vernunft. Eine Philosophie der sozialen Welt. Fink: München 2017
- Philosophie im Zeitalter der Extreme: Eine Geschichte philosophischen Denkens im 20. Jahrhundert. WBG: Darmstadt 2009.
- Von Platon bis Derrida. 20 Hauptwerke der Philosophie. Gemeinsam mit Eva Schürmann. Primus: Darmstadt 2005.
- Der unbestimmte Mensch. Zur medialen Konstruktion von Subjektivität. Philo: Berlin 2004.
- Hauptwerke der Sozialphilosophie. Gemeinsam mit Andreas Hetzel und Markus Lilienthal. Reclam: Stuttgart 2001.
- Nicht nichts. Studien zu einer Semantik des Unbestimmten. Suhrkamp: Frankfurt/M. 2000.
- Der deutsche Idealismus. Eine Einführung in die Philosophie von Fichte, Hegel und Schelling, Reclam: Stuttgart 1997. 3., bibliographisch ergänzte und aktualisierte Auflage 2015.
- Flucht aus der Kategorie. Die Positivierung des Unbestimmten als Ausgang der Moderne. Suhrkamp: Frankfurt/M. 1994.
- Die Macht der Metapher. Im Labyrinth der modernen Welt. Metzler: Stuttgart 1992.
- Eindimensionale Kommunikation: Vernunft und Rhetorik in Jürgen Habermas' Deutung der Moderne. Königshausen und Neumann: Würzburg 1987.
- Wahrheit als Differenz. Studien zu einer anderen Theorie der Moderne: Descartes – Kant – Hegel – Schelling – Schopenhauer – Marx – Nietzsche. Hain bei Athenäum: Frankfurt/M. 1986. Wiederauflage: Philo: Berlin 2002.
- Der Wahnsinn in der Vernunft: historische und erkenntniskritische Studien zur Dimension des Anders-Seins in der Philosophie Hegels, Bouvier: Bonn 1981.
- Entfremdete Objektivität: zur Kritik szientistischer Rationalität und ihrer anarchistischen Erneuerer. Gemeinsam mit Gerd Kimmerle. Campus: Frankfurt/M. und New York 1980.

als Herausgeber:
- Jahrbuch Technikphilosophie 2016: List und Tod. Hrsg. mit Petra Gehring, Christoph Hubig, Andreas Kaminski und Alfred Nordmann, diaphanes: Berlin/Zürich 2016.
- Ethik – Wozu Und Wie Weiter? Hrsg. mit Andreas Hetzel, transcript: Bielefeld 2015.
- Jahrbuch Technikphilosophie 2015: Ding und System. Hrsg. mit Petra Gehring, Christoph Hubig, Andreas Kaminski und Alfred Nordmann, diaphanes: Berlin/Zürich 2015.
- Philosophie in Experimenten. Versuche explorativen Denkens. Hrsg. mit Jens Kertscher, transcript: Bielefeld 2011.
- Philosophie im Spiegel der Literatur. Zeitschrift für Ästhetik und Allgemeine Kunstwissenschaft (ZÄK), Sonderheft 09, Hrsg. mit Alfred Nordmann und Eva Schürmann. Meiner: Hamburg 2007.
- Unbestimmtheitssignaturen der Technik. Eine neue Deutung der technisierten Welt. Hrsg. mit Andreas Hetzel, transcript: Bielefeld 2005.
- Zwischen Anthropologie und Gesellschaftstheorie. Zur Renaissance Helmuth Plessners im Kontext der modernen Lebenswissenschaften. Hrsg. mit Mathias Gutmann und Alexandra Manzei, transcript: Bielefeld 2005.
- Die Gesellschaft im 21. Jahrhundert: Perspektiven auf Arbeit, Leben, Politik. Hrsg. mit Andreas Hetzel und Markus Lilienthal. Campus: Frankfurt/M. und New York 2004.
- Wissenschaft und Gesellschaft. Hrsg. mit Gerd Kimmerle, edition diskord: Tübingen 1991.
- Ethik und Ästhetik. Nachmetaphysische Perspektiven. Hrsg. mit Gerd Kimmerle, edition diskord: Tübingen 1990.
- Vorschrift und Autonomie. Zur Zivilisationsgeschichte der Moral. Hrsg. mit Gerd Kimmerle, edition diskord: Tübingen 1989.
- Angesichts objektiver Verblendung. Über die Paradoxien kritischer Theorie. Konkursbuchverlag: Tübingen 1985.